# Xã Big Creek, Quận Ellis, Kansas
Xã Big Creek (tiếng Anh: Big Creek Township) là một xã thuộc quận Ellis, tiểu bang Kansas, Hoa Kỳ. Năm 2010, dân số của xã này là 1.883 người.